# Wladimir Georgijewitsch Repjew
Wladimir Georgijewitsch Repjew (russisch Влади́мир Гео́ргиевич Ре́пьев; * 11. Juli 1956 in Krasnodar; † 4. Januar 2009 in Moskau) war ein sowjetisch-russischer Handballspieler und Sportkommentator.

## Karriere
Wladimir Repjew begann im Alter von 15 Jahren mit dem Handball. In seiner Heimatstadt spielte der 1,95 m große Kreisläufer für Uroschai Krasnodar, die Universitätsmannschaft des Polytechnischen Instituts, an der er ein Ingenieurstudium abschloss, und den sowjetischen Erstligisten SKIF Krasnodar.
Nachdem er 1977 mit der sowjetischen Juniorenauswahl die U-21-Weltmeisterschaft gewonnen hatte, wurde er erstmals für die sowjetische A-Nationalmannschaft nominiert. Mit dieser gewann er 1979 den World Cup in Schweden sowie bei den Olympischen Spielen 1980 in Moskau die Silbermedaille, wobei er nur beim 38:11-Sieg über Kuwait zum Einsatz kam. Für diesen Erfolg erhielt er die Auszeichnung Verdienter Meister des Sports der UdSSR. Bis 1981 bestritt er 30 Länderspiele, in denen er 27 Tore erzielte.
Bereits mit 26 Jahren trat Repjew vom Sport zurück und konzentrierte sich auf seine berufliche Laufbahn. Er arbeitete mehrere Jahre als Ingenieur bei Kuban Energo und promovierte im Jahr 1990.
Nach der Verteidigung seiner Doktorarbeit kehrte er nach Krasnodar zurück und erreichte 1991 den dritten Platz der sowjetischen Meisterschaft.
Später arbeitete Repjew als Handballkommentator für Sport TV und Eurosport sowie als Assistent seines ehemaligen Mitspielers Andrei Lawrow im russischen Föderationsrat.